# Vestito nero Versace di Elizabeth Hurley
Il Vestito nero Versace indossato da Elizabeth Hurley, noto come Safety Pin Dress, è il celebre vestito nero ed oro utilizzato dall'attrice per accompagnare Hugh Grant in occasione dell'anteprima del film Quattro matrimoni e un funerale nel 1994.  La peculiarità per cui il vestito è diventato celebre era il fatto di essere tenuto insieme da numerose spille da balia  d'oro di grandi dimensioni. L'abito è uno dei più iconici della storia della moda, e forse la creazione più conosciuta di Versace. Per un considerevole periodo di tempo dopo la sua apparizione l'abito ebbe un'ampia copertura mediatica da parte di una vasta gamma di fonti. L'abito viene spesso citato in sondaggi, come uno dei migliori di tutti i tempi.

## Descrizione
Il vestito nero di Versace era realizzato di pezzi di seta e lycra, con spille da balia di oro sovradimensionate posizionate in "punti strategici". Il vestito era adornato da una abbondantissima scollatura, che scendeva dal collo sino a qualche centimetro al di sotto del seno, con due sottilissime bretelline per spalla unite fra loro da una piccola spilla da balia. La parte anteriore dell'abito era a sua volta collegata a quella posteriore attraverso sei spille d'oro di grandi dimensioni, che comunque lasciavano scoperta una buona porzione di pelle sul lato dell'indossatrice.
L'abito fu dichiarato di ispirazione punk, precisamente "neo-punk", e qualcosa di "emerso dallo sviluppo del sari", secondo quanto dichiarato dallo stesso Gianni Versace.

## Influenza
Il vestito Versace è considerato una delle icone della storia della moda contemporanea e forse la creazione di Versace maggiormente conosciuta. Il vestito ricevette una notevole copertura globale da parte di giornali e riviste di tutto il mondo per molto tempo dopo l'evento, ed ebbe inoltre il merito di lanciare la carriera della Hurley, all'epoca un'attrice relativamente sconosciuta. A sua volta la Hurley ha avuto il merito di aver fatto aumentare la popolarità della casa di moda Versace negli Stati Uniti e nel resto del mondo. Da quel momento il marchio Versace, con il suo logo raffigurante la testa della Medusa, ha "definito i paradossi di un controverso, femminismo di nuova generazione che celebra il potenziamento di attrarre e manipolare uno sguardo maschile." Il vestito è stato spesso votato come il migliore di tutti i tempi in vari sondaggi; così è stato per esempio in un sondaggio di Debenhams, nel quale era stato chiesto a 3.000 donne di scegliere il loro abito preferito.
Nel 2007, una copia del vestito indossato dalla Hurley è stato messo in vendita con un prezzo di 10.690 sterline per la prima volta, da Harrods come parte di una mostra dedicata al little black dress presso il negozio di Londra. La mostra includeva anche il famoso vestito nero indossato da Audrey Hepburn nel film del 1963 Sciarada come parte della promozione chiamata "Harrods Timeless Luxury".
Nel 2012 la cantante Lady Gaga ha sfoggiato tale vestito in occasione della visita a Donatella Versace a Milano durante la tappa italiana del Born This Way Ball.

## Controversie
Parlando del vestito, la Hurley disse: "Quel vestito era un favore da parte di Versace, dato che io non potevo permettermi di acquistarne uno. Il suo staff [lo staff di Hugh Grant] mi aveva detto di non avere alcun vestito da sera, ma c'era un capo rimasto nel loro ufficio stampa. Così l'ho provato, ed era quello [l'abito nero]." Tuttavia va notato che alcuni considerano il vestito di cattivo gusto, troppo sfacciato, esageratamente provocante ed erotico. In merito a queste accuse, Elizabeth Hurley rispose dicendo che: "A differenza di molti altri stilisti, Versace disegna abiti che celebrano le forme femminili, non le eliminano."